# Landtagswahlkreis Reutlingen
Der Wahlkreis Reutlingen (Wahlkreis 60) ist ein Landtagswahlkreis in Baden-Württemberg. Er umfasst die Gemeinden Pfullingen, Pliezhausen, Reutlingen, Walddorfhäslach und Wannweil aus dem Landkreis Reutlingen sowie Dußlingen, Gomaringen, Kirchentellinsfurt und Kusterdingen und Nehren aus dem Landkreis Tübingen.
Die Grenzen der Landtagswahlkreise wurden nach der Kreisgebietsreform von 1973 zur Landtagswahl 1976 grundlegend neu zugeschnitten und seitdem nur punktuell geändert. Zum Wahlkreis Reutlingen gehörten aus dem Landkreis Reutlingen zunächst alle Gemeinden des Mittelbereichs Reutlingen außer der Gemeinde Engstingen. Zur Landtagswahl  1992 wurden infolge ungleichmäßiger Bevölkerungsentwicklung in der Region Neckar-Alb erstmals Umgruppierungen notwendig. Die Gemeinde Sonnenbühl wurde dem Wahlkreis Hechingen-Münsingen zugeordnet, dafür kamen aus dem Wahlkreis Tübingen die Gemeinden Kirchentellinsfurt und Kusterdingen hinzu. Zur Landtagswahl 2011 wurden auch die Gemeinden Eningen unter Achalm und Lichtenstein an den Wahlkreis Hechingen-Münsingen angegliedert, aus dem Wahlkreis Tübingen kommen Dußlingen, Gomaringen und Nehren hinzu.

## Wahl 2021
Die Landtagswahl 2021 hatte folgendes Ergebnis:
| Direktkandidat    | Partei       | Stimmen in % | Landtagswahl 2016 Stimmen in % |
| ----------------- | ------------ | ------------ | ------------------------------ |
| Thomas Poreski    | Grüne        | 36,2         | 31,2                           |
| Frank Glaunsinger | CDU          | 22,0         | 23,9                           |
| Ingo Reetzke      | AfD          | 9,5          | 15,1                           |
| Ramazan Selçuk    | SPD          | 10,2         | 14,2                           |
| Regine Vohrer     | FDP          | 11,3         | 8,4                            |
| Günter Herbig     | DIE LINKE    | 3,7          | 3,4                            |
| Christof Gminder  | ödp          | 0,7          | 0,6                            |
| Sven Oujla        | Die PARTEI   | 1,4          | 0,8                            |
| Andreas Weber     | Freie Wähler | 1,9          | –                              |
| Sofia El Mestary  | dieBasis     | 0,9          | –                              |
| Paul Sigloch      | KlimalisteBW | 1,0          | –                              |
| Hubert Straub     | WiR2020      | 0,7          | –                              |
| Fabian Walenczak  | Volt         | 0,5          | –                              |
| –                 | Sonstige     | –            | 2,5                            |

## Wahl 2016
Die Landtagswahl 2016 hatte folgendes Ergebnis:
| Direktkandidat     | Partei     | Stimmen in % | Landtagswahl 2011 Stimmen in % |
| ------------------ | ---------- | ------------ | ------------------------------ |
| Thomas Poreski     | GRÜNE      | 31,2         | 25,6                           |
| Dieter Hillebrand  | CDU        | 23,9         | 36,3                           |
| Wolfram Hirt       | AfD        | 15,1         | –                              |
| Nils Schmid        | SPD        | 14,2         | 24,7                           |
| Wibke Steinhilber  | FDP        | 8,4          | 5,7                            |
| Jessica Tatti      | Die Linke  | 3,4          | 2,8                            |
| Tobias Jens Walter | ALFA       | 1,1          | –                              |
| Steffen Jung       | PIRATEN    | 0,9          | 1,8                            |
| Roger Bornhauser   | Die PARTEI | 0,8          | –                              |
| Matthias Dietrich  | ödp        | 0,6          | 0,7                            |
| Hans Schmidt       | NPD        | 0,3          | 0,8                            |
| Werner Bauknecht   | REP        | 0,2          | 0,8                            |

## Wahl 2011
Die Landtagswahl 2011 hatte folgendes Ergebnis:
| Direktkandidat    | Partei          | Stimmen in % | Landtagswahl 2006 Stimmen in % |
| ----------------- | --------------- | ------------ | ------------------------------ |
| Dieter Hillebrand | CDU             | 36,3         | 40,7                           |
| Thomas Poreski    | GRÜNE           | 25,6         | 15,3                           |
| Nils Schmid       | SPD             | 24,7         | 24,1                           |
| Hagen Kluck       | FDP             | 05,7         | 11,7                           |
| Petra Braun-Seitz | LINKE           | 02,8         | WASG: 3,4                      |
| Jonas Müller      | PIRATEN         | 01,8         | –                              |
| Egon Eigenthaler  | REP             | 00,8         | 02,1                           |
| Axel Heinzmann    | NPD             | 00,8         | 00,8                           |
| Artur Dreischer   | Volksabstimmung | 00,7         | 00,6                           |
| Matthias Dietrich | ödp             | 00,7         | 00,3                           |
| –                 | Sonstige        | –            | 01,2                           |

## Wahl 2006
Die Landtagswahl 2006 hatte folgendes Ergebnis:
| Direktkandidat           | Partei          | Stimmen in % | Landtagswahl 2001 Stimmen in % |
| ------------------------ | --------------- | ------------ | ------------------------------ |
| Dieter Hillebrand        | CDU             | 41,1         | 42,1                           |
| Rudolf Hausmann          | SPD             | 24,0         | 33,9                           |
| Beate Müller-Gemmeke     | Grüne           | 14,8         | 09,2                           |
| Hagen Kluck              | FDP             | 11,9         | 09,9                           |
| Petra Braun-Seitz        | WASG            | 03,4         | –                              |
| Detlef Otto              | REP             | 02,1         | 04,1                           |
| Axel Heinzmann           | NPD             | 00,8         | 00,3                           |
| Hermann Christian Schick | PBC             | 00,8         | –                              |
| Artur Dreischer          | Volksabstimmung | 00,6         | –                              |
| Erich Rupp               | ödp             | 00,3         | 00,6                           |
| Ewald Jaksch             | ZENTRUM         | 00,2         | –                              |

## Abgeordnete seit 1976
Bei den Landtagswahlen in Baden-Württemberg hat jeder Wähler nur eine Stimme, mit der sowohl der Direktkandidat als auch die Gesamtzahl der Sitze einer Partei im Landtag ermittelt werden. Dabei gibt es keine Landes- oder Bezirkslisten, stattdessen werden zur Herstellung des Verhältnisausgleichs unterlegenen Wahlkreisbewerbern Zweitmandate zugeteilt.
Den Wahlkreis Reutlingen vertraten seit 1976 folgende Abgeordnete im Landtag:
| Partei | Art des Mandats | Gewählte |
| ------ | --------------- | --- |
| CDU    | Erstmandat      | Erich Walter Barthold 1976 Hermann Schaufler 1980, 1984, 1988, 1992, 1996 Dieter Hillebrand 2001, 2006, 2011 |
| GRÜNE  | Erstmandat      | Thomas Poreski 2016, 2021 |
| GRÜNE  | Zweitmandat     | Manfred Renz 1992 Annemie Renz 1996 Thomas Poreski 2011 |
| SPD    | Zweitmandat     | Gerhard Noller 1976 Karl Guhl 1980 Karl Weingärtner 1984, 1988, 1992 Rudolf Hausmann 1996, 2001, 2006 Nils Schmid 2011, 2016, Mandat niedergelegt am 9. Oktober 2017 Ramazan Selçuk, nachgerückt am 10. Oktober 2017 |
| FDP    | Zweitmandat     | Hagen Kluck 1996, 2006 |